# Żydówko (jezioro)
Jezioro Żydówko – jezioro w Polsce, położone w województwie wielkopolskim, w powiecie gnieźnieńskim, w Gminie Łubowo, na Pojezierzu Gnieźnieńskim. Na południowy zachód od jeziora leży wieś Żydówko. Przez jezioro przepływa rzeka Mała Wełna, dopływ Wełny. Zachodnie rzegi jeziora są niedostępne, zabagnione, wschodnie - zajmują łąki.

## Dane morfometryczne
Zwierciadło wody jest położone na wysokości 104,9 m n.p.m. Powierzchnia zwierciadła wody wynosi 6,5 ha.